# SOR C 10,5
SOR C 10,5 – autobus międzymiastowy klasy midi produkowany w fabryce SOR Libchavy w Czechach. 
Pojazd produkowany od 2000 roku, jest trzecim pod względem długości przedstawicielem średniopodłogowej serii C.
Nadwozie o długości 10,78 metra posiada dwoje drzwi o układzie 1-1-0, 1-2-0. W autobusie mieści się 72 pasażerów, w tym 27 do 43 na miejscach siedzących.
Z tyłu znajduje się układ napędowy składający się z: silnika NEF 67 o mocy 250 KM, posiadającej 6 przełożeń manualnej przekładni ZF oraz osi napędowej DANA.

## Galeria

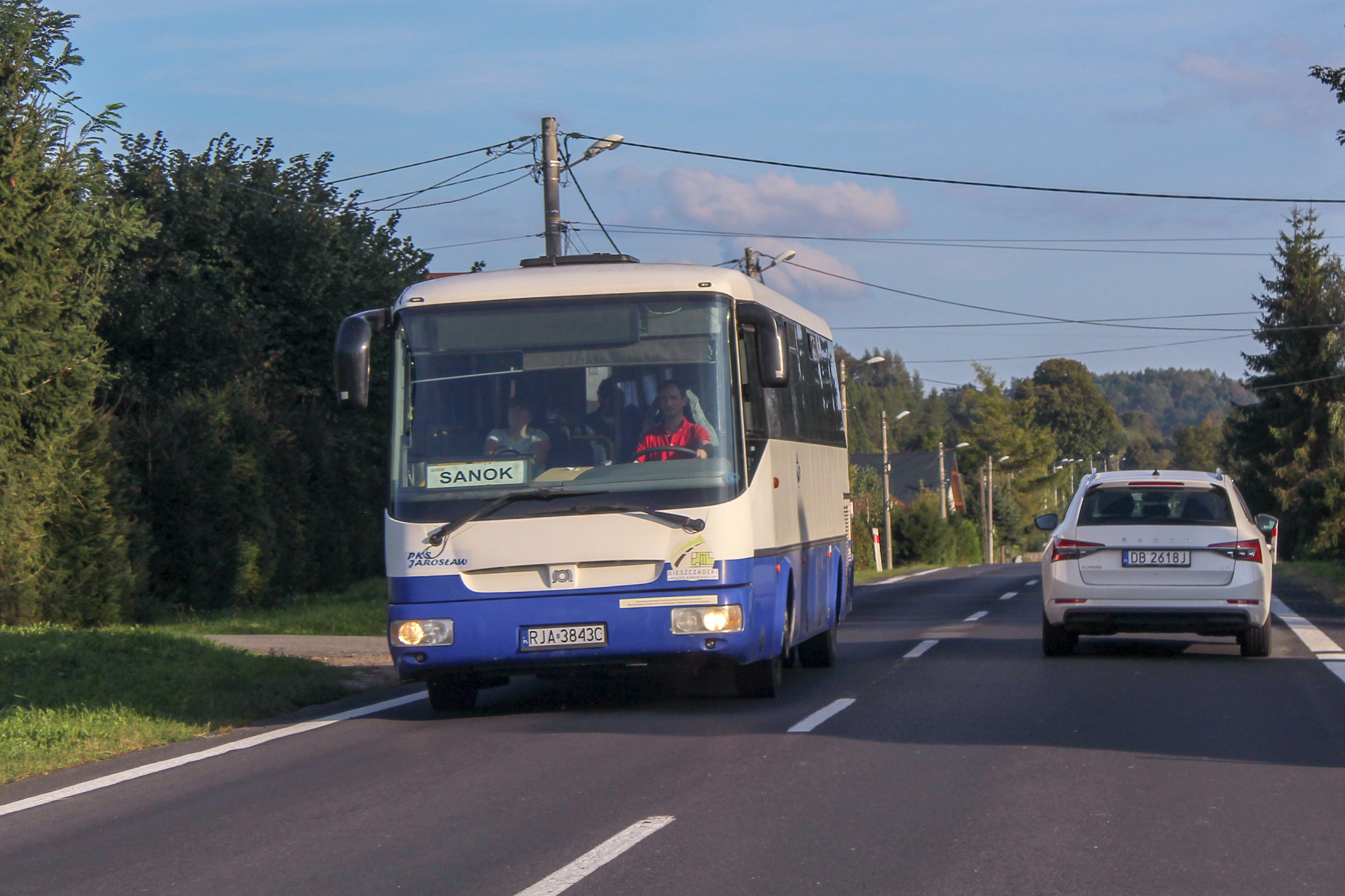
SOR C 10,5 w Stefkowej w kursie do Sanoka
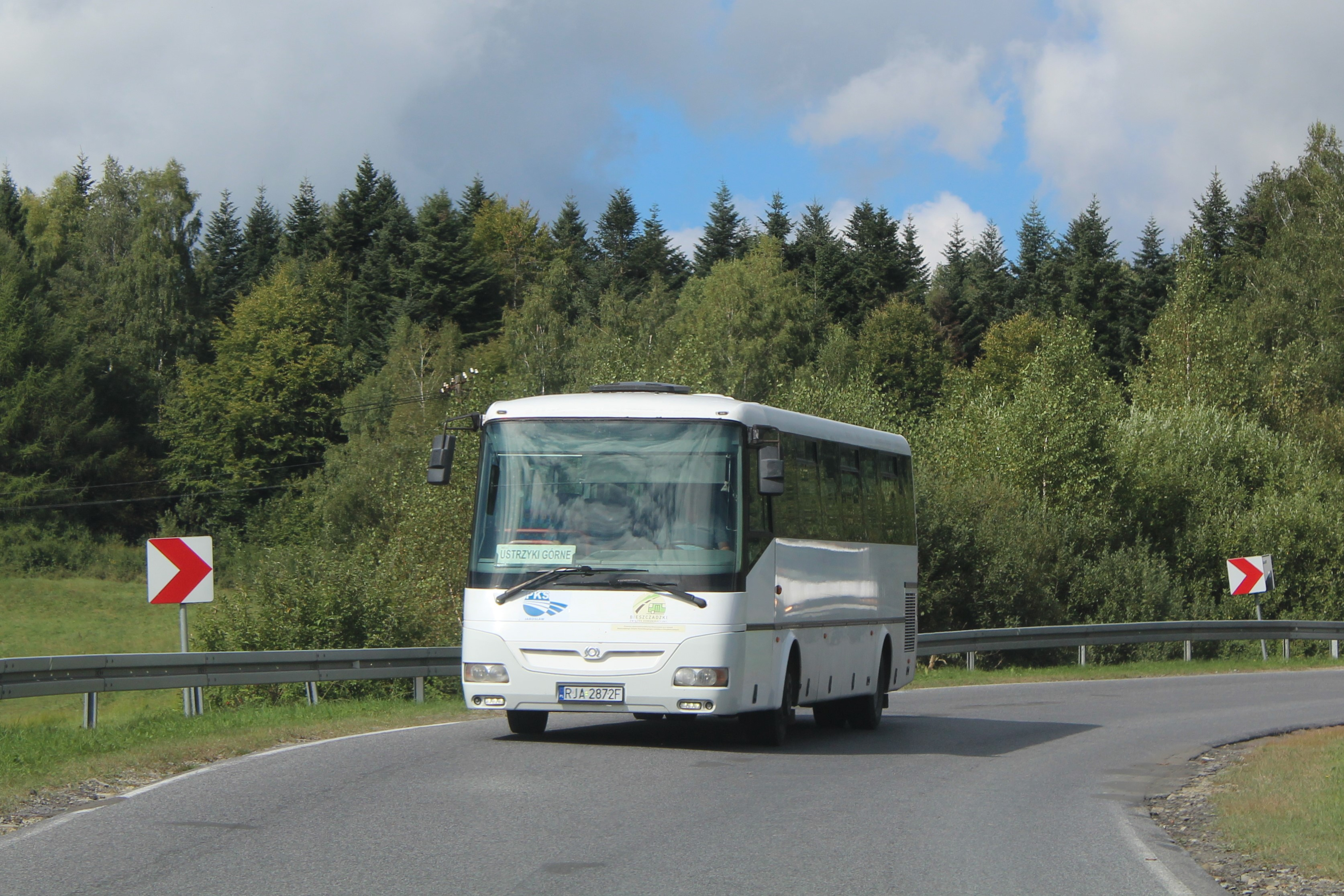
SOR C 10,5 w Żłobku w kursie do Ustrzyk Górnych